# Russische Nationale und Soziale Bewegung
Die Russische Nationale und Soziale Bewegung (RNSD) (russisch Российское национальное и социальное движение) war eine nationalsozialistische Organisation von russischen Exilanten in Deutschland. Mitglied war u. a. Christian Frederik von Schalburg.